# 또다른 지식의 성전
《또다른 지식의 성전》은 1993년 당시 아마추어 게임 제작자였던 안영기가 제작한 MS-DOS용 롤플레잉 게임 시리즈이다. 제작자가 밝힌 바에 따르면 진행 방식은 울티마, 화면 구성은 바즈테일, 전투 방식은 마이트 앤 매직에서 따왔다고 한다.
2008년 현재 리메이크판이 제작되고 있다. 정확한 발매일은 정해지지 않았다.
안영기의 <또다른 지식의 성전>은 모두 3부작으로 구성되어 있다. 1부는 네크로맨서와의 싸움을 다룬 <또다른 지식의 성전>, 2부는 어둠의 추종자 집단과의 대결을 그린 <다크메이지 실리안 카미너스>, 그리고 마지막 3부작 <비전속으로>는 전작들에서 등장한 모든 음모와 사건들에 연계되는 멀티엔딩으로서 시리즈의 대미를 장식하고 있다.

## 줄거리

### 또다른 지식의 성전
로드 안이 다스리는 로어 대륙에 네크로맨서라는 자가 나타나 대륙들을 점령하고 세계를 멸망시키려고 위협하고 있었다. 이때 로드 안은 주인공 일행에게 도움을 청한다. 주인공 일행은 로어성 인근의 메너스 광산 탐험을 시작으로 해서 각 대륙을 돌아다니며 동료를 모으고 네크로맨서의 부하들과 싸운다. 결국에는 각 대륙들을 해방시키고 네크로맨서를 물리친다.

### 다크 메이지 실리안 카미너스
네크로맨서를 격퇴시킨 1편의 사투 이후 주인공 일행은 각자 흩어져 평범한 삶으로 돌아가지만, 다크메이지 예언에 대한 정보를 입수한 로드안의 부탁으로 다시금 모험을 시작하게 된다. 결국 주인공 일행은 다크메이지의 탄생을 꿈꾸는 베리알, 몰록, 아스모데우스, 메피스토텔레스 등이 세계멸망을 위해 결성한 <어둠의 추종자>라는 집단과 싸워 그들을 격퇴시킨다. 그러나 어둠의 추종자들은 최후에 무적의 존재인 다크메이지를 활성화시키는 데에 성공, 다크메이지는 로어 대륙 전체를 초토화시키는 가공할 마력을 보인다. 다크메이지와 맞닥뜨린 주인공들은 승산 없는 싸움을 할 것인지, 아니면 다크메이지의 탄생 자체를 무효화하기 위해 네크로맨서와의 대결 시점으로 되돌아가 자신을 희생할 것인지 선택의 기로에 놓인다.

### 비전속으로
3편의 주인공은 광산 노동자로 설정되어 있다. 살인죄 누명을 쓰고 감옥에 갇힌 주인공은 트롤족이 인간에게 빼앗은 베스퍼성을 정벌하는 것을 조건으로 로드안에 의해 사면된다. 이후 주인공은 성주들과 로드안의 요청에 따라 오크, 트롤, 코볼트, 드라코니안 총 4종족을 모두 멸망시키게 된다. 4종족이 멸망한 이후 로드안은 배리언트 피플즈 성에 반란이 일어났으니 가서 진압하라는 지시를 내리고, 여기서 주인공 일행은 반란군의 지도자인 카미너스와 연합해 로드안의 적으로서 싸울 것인지, 아니면 로드안의 충실한 수하로 남아 약속된 영토와 강력한 힘을 손에 넣을 것인지 선택하게 된다.

## 전투 방식
공격, 방어, 마법시전 등이 '턴' 방식으로 진행되는 전투화면은 일견 초창기의 마이트 앤 매직과 비슷하다. 그래픽은 개인이 개발한 게임답게 간결하다. 전투시의 행동이 텍스트로만 묘사되기 때문이다. 전투 난이도는 <매우 쉬움>에서 <피에 굶주림>까지 유저가 단계적으로 지정할 수 있으며, 무기를 이용한 단순 공격 외에 마법, 초능력, 특수마법 등을 전략적으로 사용할 수 있다. 2편부터는 체력 회복제와 같은 도구를 전투시에 쓸 수 있으며, 3편에서는 크리스탈이라는 강력하지만 사용이 제한된 매개가 등장한다.

## 후속작
또다른 지식의 성전에서 사용된 무기, 마법, 시스템 등 일부 개념들이 안영기 및 기타 제작자들의 또다른 RPG <데자뷰>에서 다시금 차용되었다. 머쉬룸 크라우드라는 종교집단이 등장하는 <데자뷰>는 액션성이 강화된 전투, 향상된 그래픽, 울티마와 비슷한 NPC의 일상생활 구현으로 VT모드 시절 통신계에서 큰 인기를 누렸으나, 1부를 끝으로 돌연 개발이 중단되어 미완의 게임으로 남았다.
또다른 지식의 부활 프로젝트에서는 또다른 지식의 성전을 리메이크하여 웹게임으로 출시하겠다는 계획을 밝히고 있다. 출시여부는 미정이다.